# Mara Alber
Mara Alber (* 6. September 2005 in Brackenheim) ist eine deutsche Fußballspielerin.

## Karriere

### Vereine
Alber begann in Dürrenzimmern beim dort ansässigen Mehrspartensportverein Turn- und Gesangsverein Dürrenzimmern mit dem Fußballspielen. Danach war sie ein Jahr lang in der C-Jugendmannschaft der TSG 1899 Hoffenheim  aktiv und gelangte über den VfB Eppingen und den FC-Astoria Walldorf zur SpVgg Neckarelz. Im Alter von 15 Jahren wurde sie von der TSG 1899 Hoffenheim verpflichtet, für deren zweite Mannschaft sie von 2021 bis 2023 in der 2. Bundesliga zum Einsatz kam. Drei Wochen vor ihrem 16. Geburtstag debütierte sie im Seniorinnenbereich, als das Heimspiel gegen den SV Henstedt-Ulzburg am ersten Spieltag mit 4:1 gewonnen wurde. Mit ihren Treffern zum 2:1 und 4:1 in der 74. und 84. Minute gelangen ihren ersten beiden Tore. Ihre Premierensaison beendete sie mit 18 Punktspielen und sieben Toren; kurioserweise und in beiden Fällen die Anzahl, mit der sie auch die Folgesaison beendete.
Für die erste Mannschaft debütierte sie am 3. April 2022 (19. Spieltag) beim 3:0-Sieg im Auswärtsspiel gegen Bayer 04 Leverkusen mit Einwechslung für Tine De Caigny in der 89. Minute. In der Folgesaison bestritt sie für die erste Mannschaft sechs Bundesligaspiele.
Die UEFA zählte sie 2023 zu den zehn vielversprechendsten jungen Fußballerinnen.
Im Sommer 2025 wechselte sie zum FC Chelsea.

### Nationalmannschaft
Alber debütierte als Nationalspielerin für die U15-Nationalmannschaft, die am 23. Oktober 2019 in Büsingen am Hochrhein das in Freundschaft ausgetragene Länderspiel gegen die Schweizer U15-Nationalmannschaft mit 5:0 gewann. Ihr erstes Länderspieltor erzielte sie in ihrem dritten Länderspiel am 4. Dezember 2019 in Tubize beim 3:1-Sieg im Freundschaftsspiel gegen die U15-Nationalmannschaft Belgiens mit dem Treffer zum 2:1 in der 36. Minute.
Für die U17-Nationalmannschaft kam sie in den Jahren 2021 und 2022 in insgesamt 20 Länderspielen zum Einsatz. Mit ihr nahm sie an der vom 3. bis 15. Mai 2022 in Bosnien und Herzegowina ausgetragenen Europameisterschaft teil, zu der sie mit einem Tor in drei Qualifikationsspielen zuvor beigetragen hatte. Sie bestritt alle drei Spiele der Gruppe A, in denen sie zwei Tore im letzten Gruppenspiel erzielte, sowie das Halbfinale und das Finale. Mit dem Ergebnis von 3:2 im Elfmeterschießen gegen die U17-Nationalmannschaft Spaniens, das erst durch ihr Tor zum 2:2 in der 88. Minute erreicht wurde, krönte sie sich und ihre Mitspielerinnen zum Europameister. An der sich anschließenden vom 11. bis 30. Oktober 2022 in Indien ausgetragenen Weltmeisterschaft nahm sie mit ihrer Mannschaft ebenfalls teil. Nach vier Siegen und der 0:1-Halbfinalniederlage gegen die U19-Nationalmannschaft Spaniens, wurde auch das Spiel um Platz 3 mit 2:3 im Elfmeterschießen gegen die U19-Nationalmannschaft Nigerias verloren.
Mit der U19-Nationalmannschaft nahm sie nach zuvor vier Toren in drei Qualifikationsspielen auch an der vom 18. bis 30. Juli 2023 in Belgien ausgetragenen Europameisterschaft teil und erreichte nach vier erfolgreichen Turnierspielen das Finale, das jedoch mit 2:3 im Elfmeterschießen gegen die U19-Nationalmannschaft Spaniens verloren wurde.

## Erfolge
- Finalist U19-Europameisterschaft 2023
- U17-Europameister 2022

## Auszeichnung
- Beste Torschützin der EM 2022 (3 Tore; gemeinsam mit Alma Aagaard, Fieke Kroese und Carla Camacho)
- Fritz-Walter-Medaille: 2022 in Silber (U17)